# 廓州 (东魏)
廓州，中国南北朝时设置的州。
东魏武定元年（543年）置廓州，寄治肆州敷城县廓城（今山西原平市西北）。领三郡：广安郡、永安郡、建安郡。广安、永定、建安三郡寄山城。北齐废广安、永定、建安三郡，改廓州为北显州，移治石城县（今山西原平市北崞阳镇）。北周废除北显州。